# F1 2010 (videojuego)
F1 2010 es un videojuego inspirado en la temporada 2010 de Fórmula 1. A diferencia de su predecesor, el F1 2009, este solo está disponible para las plataformas de PS3, Xbox 360 y PC. Su lanzamiento fue el 24 de septiembre de 2010 en Europa, 23 de septiembre de 2010 en Francia y 21 de septiembre de 2010 en América del Norte.

## Desarrollo y contenido
Cuenta con mejores gráficos y mejoras considerables en coches, circuitos y jugabilidad. Como viene siendo habitual está desarrollado por Codemasters, a través del motor EGO™ que ya ha enseñado en juegos como Race Driver: Grid. Todos los circuitos, coches y pilotos de la temporada 2010 están incluidos.
Su venta se inició el día 24 de septiembre de 2010 en España y Europa. Es la primera vez que podemos ver a los nuevos equipos: Hispania Racing, Virgin Racing, Mercedes (con Michael Schumacher), Lotus y Sauber.
Cuenta con un modo en línea en el que hasta 12 jugadores a la vez, a través de una conexión a Internet, pueden jugar en diferentes modos de juego. El juego incluye nuevas partes en las que el jugador puede interactuar, como ruedas de prensa, preguntas en el paddock, el trabajo de los mecánicos en el box y la celebración en el monoplaza, pero no habrá podio.
Finalmente Codemasters confirmó que no sacaría una versión demo por problemas con la FOM, debido a que retrasaría el desarrollo del juego y que los plazos de aprobación de la demo por parte de la FOM son largos.

## Modos de juego
Los modos de juego se dividen en partidas de un solo jugador o multijugador en línea.

### Un jugador
- Trayectoria: Entra en un equipo de menor nivel (Hispania, Lotus o Virgin) y llévalo a lo más alto o ábrete paso entre las escuderías hasta situarte entre los grandes. La trayectoria arranca con las preguntas que te harán en tu primera rueda de prensa. Con las respuestas eliges la duración de tu carrera profesional, el grado de dificultad y la escudería en la que debutarás. Las escuderías disponibles dependerán de la duración que hayas escogido. Una vez en el paddock, entra en tu tráiler para pasar a la siguiente cita y emprender tu carrera hacia el estrellato.

- Grandes premios: Disfrutarás de todos los circuitos y todas las escuderías desde el primer momento. Su estructura se asemeja a la de Trayectoria, pero aquí tendrás la oportunidad de meterte en la piel de tu piloto favorito. Podrás disputar una carrera o una temporada completa, así como organizar un minicampeonato con tus trazadas preferidas y el coche que más te guste.

- Contrarreloj: Trata de mejorar las vueltas fantasma de tus amigos, reta a los mejores pilotos del mundo o intenta batir tu propio récord personal. Aquí podrás realizar contrarreloj en grupo mediante conexión en línea, además de poder disputarla en el circuito que quieras y con las condiciones meteorológicas que desees.

### Multijugador
Para jugar por Internet necesitarás conexión a Xbox Live o a PlayStation Network. En F1 2010 el modo multijugador se divide en dos categorías: partidas rápidas y partidas personalizadas. En partida rápida puedes empezar desde el punto de inicio y acceder a una partida creada, mientras que en partidas personalizadas puedes crear tu gran premio a medida con clasificación, carrera, el circuito que elijas...
Cada partida por internet te da puntos de experiencia, que sirven para ir escalando posiciones en la clasificación. En los marcadores verás en que posición te encuentras, tanto a nivel internacional como con tus amigos, para así comparar tu destreza al volante.
El punto de encuentro del grupo es el lugar de inicio. Podrás buscar una partida en la que unirte tú o formar un grupo de amigos para jugar todos juntos. Mediante el sistema de votación podrás omitir un circuito o expulsar a un jugador problemático. Hay un tiempo límite de votación y basta con mayoría simple. Los modos de juego en línea son:
- Pole: sesión clasificatoria de 20 minutos, gana el jugador que marque mejor tiempo.
- Sprint: Carrera de tres vueltas en seco. Orden de parrilla elegido al azar.
- Resistencia: Carrera del 20% de la distancia real, con condiciones meteorológicas cambiantes y al menos una parada en boxes. Orden de parrilla elegido al azar.
- GP por internet: Carrera de 7 vueltas con condiciones meteorológicas cambiantes y al menos una parada en boxes. El orden de parrilla se decide en una sesión clasificatoria de 15 minutos.

## Circuitos
F1 2010 cuenta con todos los circuitos correspondientes a la Temporada 2010 de Fórmula 1.
- Circuito Internacional de Baréin, Sakhir
- Circuito de Albert Park, Melbourne
- Circuito Internacional de Sepang, Sepang
- Circuito Internacional de Shanghái, Shanghái
- Circuito de Barcelona-Cataluña, Montmeló
- Circuito de Mónaco, Montecarlo
- Circuito de Estambul, Estambul
- Circuito Gilles Villeneuve, Montreal
- Circuito urbano de Valencia, Valencia
- Circuito de Silverstone, Silverstone
- Hockenheimring, Hockenheim
- Hungaroring, Mogyoród
- Circuito de Spa-Francorchamps, Spa
- Autodromo Nazionale di Monza, Monza
- Circuito callejero de Marina Bay, Singapur
- Circuito de Suzuka, Suzuka
- Circuito Internacional de Corea, Condado de Yeongam
- Autódromo José Carlos Pace, São Paulo
- Circuito Yas Marina, Isla Yas, Abu Dabi

## Pilotos y equipos
Lista de pilotos y equipos de la Temporada 2010 de Fórmula 1.

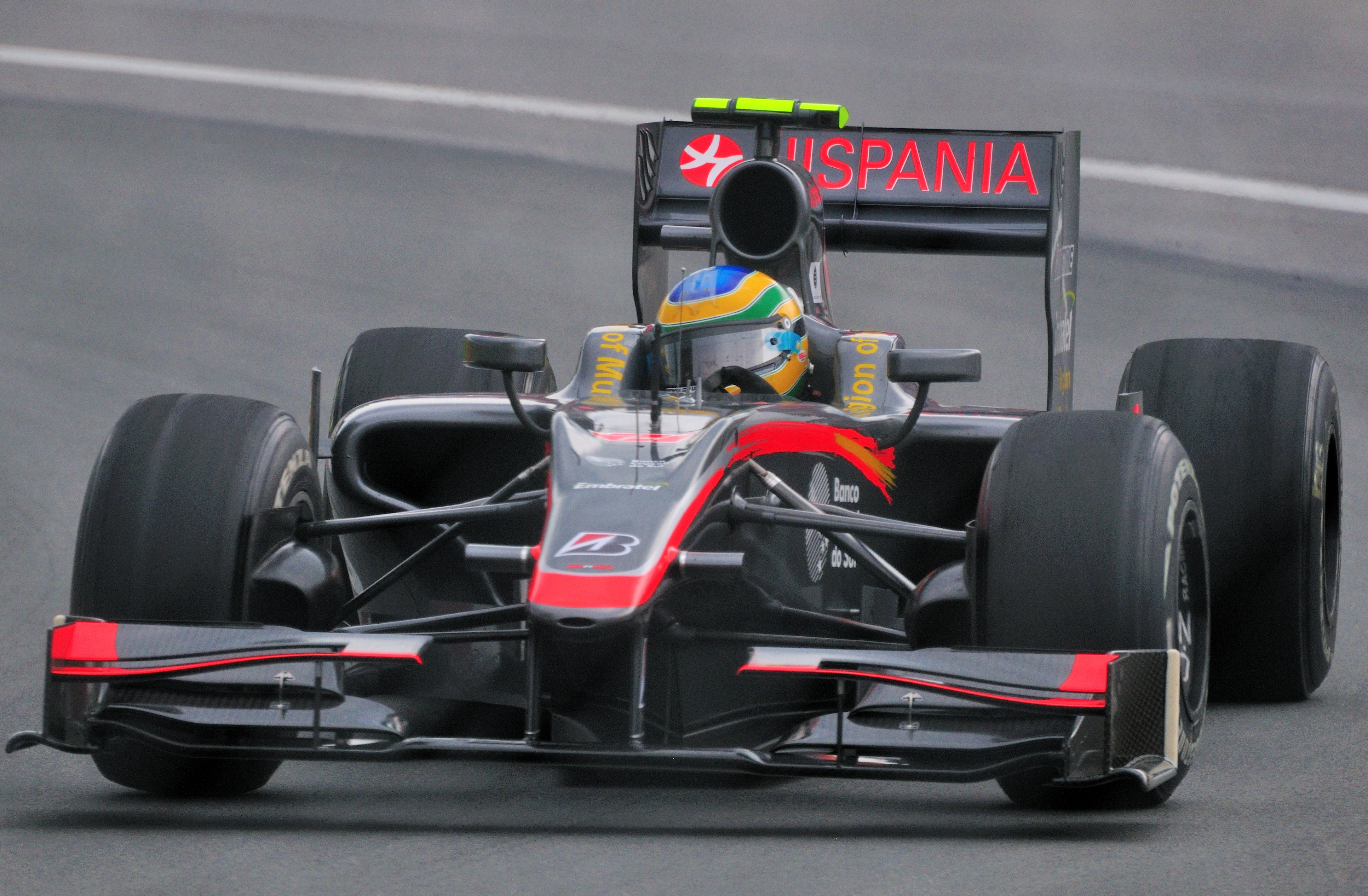
El monoplaza de Hispania Racing F1 Team, equipo debutante en la temporada 2010.

| Equipo      | Pilotos                              |
| ----------- | ------------------------------------ |
| Ferrari     | Felipe Massa y Fernando Alonso       |
| McLaren     | Jenson Button y Lewis Hamilton       |
| Red Bull    | Sebastian Vettel y Mark Webber       |
| BMW Sauber  | Nick Heidfeld y Kamui Kobayashi      |
| Renault     | Robert Kubica y Vitaly Petrov        |
| Toro Rosso  | Sébastien Buemi y Jaime Alguersuari  |
| Williams    | Rubens Barrichello y Nico Hülkenberg |
| Force India | Adrian Sutil y Vitantonio Liuzzi     |
| Mercedes    | Michael Schumacher y Nico Rosberg    |
| Hispania    | Karun Chandhok y Bruno Senna         |
| Lotus       | Jarno Trulli y Heikki Kovalainen     |
| Virgin      | Timo Glock y Lucas di Grassi         |

## Recepción y crítica
F1 2010 ha sido bien recibido por los medios especializados en videojuegos. Portales como Meristation o 3DJuegos han calificado a este videojuego como muy bueno.
La revista Marcaplayer (de Marca) ha sido hasta el momento el medio que le ha dado la puntuación más alta, con un 9.3 sobre 10:

"Gráficamente, es espectacular, casi perfecto"
"F1 2010 logra captar nuestra atención, nos seducirá por su jugabilidad y conectará con nosotros por el realismo de cada carrera"
"El mejor regreso posible para la F1"

El portal HardGame2.com también realizó un análisis del juego, en el que destaca:

Lo mejor:
- El sistema de conducción.
- Representa la actual temporada.
- El modo Trayectoria.
- La inclusión de las reglas actuales de la F1.
- La emoción que transmiten las carreras, lo que unido al tratamiento realista que Codemasters le ha dado le aupa al olimpo de los mejores juegos de velocidad.

Lo peor: Lo único negativo que se le puede achacar es que el multijugador no permita partidas para más corredores, y que no haya pantalla partida.

Fue ganador del premio al Mejor juego deportivo en los premios BAFTA de 2011.

### Errores del juego
El juego ya es conocido en los foros y comunidades de jugadores en Internet por sus numerosos fallos que impiden el buen funcionamiento de éste y que ha decepcionado a una gran parte de usuarios. Según la opinión de los mismos, no ha sido testado, y se trata de una versión pre-alpha. Entre los errores destacan problemas en el guardado de la partida, en los pitstops y errores en un multijugador no muy desarrollado. Cuenta además con numerosos errores gráficos, como los retrovisores de algunos monoplazas.
Conocida la polémica, Codemasters anunciaba el día 27 de septiembre el desarrollo de un parche que pretendía solucionar los numerosos errores con los que cuenta el juego. El parche estuvo disponible en línea en primera instancia para la plataforma PS3 el día 30 de octubre, seguido para PC, el 2 de noviembre y Xbox 360, el 4 de noviembre. Las primeras impresiones son de una buena acogida tanto en el ámbito de los usuarios del juego, como de los magazines especializados. El consenso general es que aún existiendo determinados errores conocidos, estos se manifiestan poco frecuentemente, con lo que llegamos a rendimientos aceptables en cuanto a calidad de software se refiere. No obstante, a la luz y bajo algunas pruebas por parte de la comunidad del juego (Forum F1 2010), se detectó que el consumo de combustible por parte de los vehículos dirigidos por la IA, no se simula en el juego, pero si el del propio jugador. Esto ha sido ratificado en el foro por los mismos desarrolladores, que al mismo tiempo no confirman si un nuevo parche será lanzado o no. El sentimiento generalizado es que el juego efectivamente fue lanzado con demasiada premura y sin el conveniente proceso de pruebas, bajo la presión de tener el producto en el mercado antes de que la temporada actual de Fórmula 1 terminase.
Algunos de ellos son estos:
- Los retrovisores de algunos coches no sirven para nada
- Al finalizar una carrera, a veces el coche puede continuar dando vueltas
- En algunos accidentes el coche rebota varias veces antes de detenerse
- Destacan varios errores en los pit-stops, entre ellos cuando los mecánicos se quedan parados